# 牧野福成
牧野 福成（まきの とみしげ）は、江戸時代中期の丹後国田辺藩の世嗣。官位は従五位下・山城守。

## 略歴
第5代藩主・牧野惟成の3男として誕生。
安永2年（1773年）に兄・則成が病弱により廃嫡されたため、嫡子に指名される。天明元年（1781年）徳川家治に拝謁・叙任するが、天明3年（1783年）、23歳で早世した。
代わって、弟・宣成が嫡子となった。